# Issam El Yousfi
 (mars 2017).
Si vous disposez d'ouvrages ou d'articles de référence ou si vous connaissez des sites web de qualité traitant du thème abordé ici, merci de compléter l'article en donnant les références utiles à sa vérifiabilité et en les liant à la section « Notes et références ».
Issam El Yousfi (en arabe: عصام اليوسفي) né à Marrakech en 1963 est un dramaturge et écrivain marocain de théâtre, professeur et ancien directeur de l'Institut supérieur d'art dramatique et d'animation culturelle de Rabat.

## Biographie
Il est l’époux de la cantatrice Ilham Loulidi.